# Grove Mountains
Grove Mountains är ett berg i Antarktis. Det ligger i Östantarktis. Australien gör anspråk på området. Toppen på Grove Mountains är 1 897 meter över havet.
Terrängen runt Grove Mountains är lite kuperad, och sluttar brant västerut.  Trakten är obefolkad. Det finns inga samhällen i närheten. 